# Genutia de faenore
Genutia de faenore va ser una llei romana establerta sota els cònsols Gai Marci Rútil i Quint Servili Ahala l'any 343 aC (412 de la fundació de Roma) a proposta del tribú de la plebs Luci Genuci. Aquesta llei prohibia els préstecs amb usura.